# Загребин, Дмитрий Иванович
Дмитрий Иванович Загребин (13 мая 1916 года — 28 сентября 2000 года) — советский военачальник, генерал-майор. Начальник Саратовского военного пехотного училища Красной Армии (1951—1954) и Калининского суворовского военного училища (1956—1959).

## Биография
Дмитрий родился в деревне Жданухино Адышевской волости Орловского уезда Вятской губернии (нынешний Оричевский район Кировской области). Окончил среднюю школу в 1932 году и три курса Электротехнического института в 1939 году. Работал электромонтёром и инструктором по обучению электриков, был избран секретарём РК ВЛКСМ. В начале 1941 года окончил КУКС запаса. Член ВКП(б) с 1940 года. Призван на фронт Сталинским районным военкоматом Горького 23 июня 1941 года. На фронте Великой Отечественной войны с сентября 1941 по октябрь 1942 года: был на политработе в действующей армии, в составе Калининского фронта участвовал в контрнаступлении под Москвой и в боях за плацдарм южнее Старицы в районе Клепино — Воробьёво в марте — июле 1942 года. Воевал в составе 1103-го стрелкового полка 328-й стрелковой дивизии, был политруком.
В декабре 1942 года направлен на курсы усовершенствования командного состава пехоты «Выстрел», после их окончания вернулся на фронт в феврале 1943 года. Был назначен заместителем командира, а позже командиром 1198-го Краснознамённого стрелкового полка 359-й Ярцевской стрелковой дивизии. 13 июля 1943 года был контужен. Участник боёв за Ярцево и Смоленск, наступления на Оршанском направлении, Корсунь-Шевченковской, Проскуровско-Черновицкой, Львовско-Сандомирской и Карпатско-Дуклинской операциях (полк награждён 18 августа 1944 года орденом Красного Знамени). 12 октября 1944 года был ранен в бою за гору Явира. Участник Висло-Одерской операции, войну завершил как командир 359-й Ярцевской стрелковой дивизии в боях за Бреслау 6 мая 1945 года (должность заместителя командира занял в январе 1945 года).
В 1947 году полковник Загребин окончил Военную академию имени М. В. Фрунзе, а с 1949 года стал работать преподавателем. В октябре 1951 года был назначен начальником Саратовского пехотного училища: как начальник уделял большое внимание полевым занятиям и чаще организовывал учения (зимой и летом). Большое внимание уделялось огневой подготовке, что привело к улучшению результатов стрельб до уровня отличных. Произведён в генерал-майоры в 1953 году. По отзывам командиров и преподавателей, пользовался уважением и авторитетом. Должность покинул после переформирования училища в химическое в августе 1954 года. Окончил в 1956 году Высшую военную академию имени Ворошилова, в 1956—1959 годах — начальник Калининского суворовского военного училища, занимался подготовкой военных переводчиков. В 1959 году назначен начальником 2-го отдела Управления военно-учебных заведений Сухопутных войск, с 1961 года — начальник 1-го отдела Управления (до конца 1964 года). С начала 1965 года и до мая 1976 года — заместитель начальника Военного института иностранных языков. В запасе с 22 мая 1976 года.
В последующие годы работал начальником первого отдела Главного вычислительного центра Центрального статистического управления.
Умер в Москве, похоронен на Троекуровском кладбище.

## Награды
СССР
- Орден Красного Знамени:
  - 28 марта 1942[3][2] — за образцовое выполнение боевых заданий Командования на фронте борьбы с немецкими захватчиками и проявленные при этом доблесть и мужество[6]
  - 6 октября 1943[3][2] — за образцовое выполнение боевых заданий Командования на фронте борьбы с немецкими захватчиками и проявленные при этом доблесть и мужество[a]
- Орден Суворова III степени (30 августа 1944)[3][2][8]
- Орден Александра Невского (13 июня 1945)[2][b]
- Орден Красной Звезды (30 декабря 1956)[9]
- Орден «Знак Почёта» (4 мая 1972)[2]
- Орден Отечественной войны I степени (6 апреля 1985)[10]
- Медаль «За оборону Москвы» (1 мая 1944, вручена 27 апреля 1945)[11][c]
- Медаль «За победу над Германией в Великой Отечественной войне 1941—1945 гг.» (30 декабря 1945)[2][d]
- Медаль «За боевые заслуги» (19 ноября 1951)[9]
- Медаль «В ознаменование 100-летия со дня рождения Владимира Ильича Ленина» (22 апреля 1970)[2]
- иные медали[1]

 Чехословакия
- Орден Красной Звезды (1969)[2]
- Орден Красного Знамени (октябрь 1984)[2]
- Знак верности[2]

## Комментарии
1. ↑  Представлен к ордену Отечественной войны I степени[7]
2. ↑  Представлен к ордену Отечественной войны I степени[3]
3. ↑  По другим данным — награждён 1 апреля 1945[2]
4. ↑  По другим данным — 9 мая 1945[9]